# Płomiennik czerwonogłowy
Płomiennik czerwonogłowy (Spermophaga ruficapilla) – gatunek małego ptaka z rodziny astryldowatych (Estrildidae). Występuje w środkowej i zachodniej Afryce. Nie jest zagrożony wyginięciem.

## Taksonomia
Po raz pierwszy gatunek opisał George Ernest Shelley w 1888 na łamach „Proceedings of the Zoological Society of London”. Holotyp, samica, pochodził z lokalizacji o nazwie Bellima w Demokratycznej Republice Konga; został odłowiony 15 czerwca 1883. Autor nadał nowemu gatunkowi nazwę Spermospiza ruficapilla. Obecnie (2020) Międzynarodowy Komitet Ornitologiczny (IOC) umieszcza płomiennika czerwonogłowego w rodzaju Spermophaga. Możliwe, że S. ruficapilla tworzy nadgatunek z płomiennikiem czarnogłowym (S. haematina); niektórzy autorzy uznają te dwa taksony za jeden gatunek. IOC wyróżnia dwa podgatunki: Spermophaga ruficapilla ruficapilla i Spermophaga ruficapilla cana. Drugi podgatunek opisany został przez Herberta Friedmanna na łamach Proceedings of the New England Zoölogical Club w 1927. Holotyp został odłowiony 26 listopada 1926 w Amani w paśmie Usambara (Tanzania).

## Podgatunki i zasięg występowania
IOC wyróżnia następujące podgatunki:
- S. r. ruficapilla (Shelley, 1888) – płomiennik czerwonogłowy[3] – południowo-wschodnia Republika Środkowoafrykańska, północno-wschodnia, wschodnia i południowa Demokratyczna Republika Konga, skrajnie południowy Sudan Południowy, Uganda, zachodnia i centralna Kenia, Rwanda, Burundi, zachodnia Tanzania i północna Angola[6]
- S. r. cana (Friedmann, 1927) – płomiennik górski[3] – góry Usambara (północno-wschodnia Tanzania)[6]

## Morfologia
Długość ciała wynosi około 15 cm; masa ciała 21,3–26 g (dla podgatunku nominatywnego). Wymiary szczegółowe dla nieokreślonej liczby ptaków nieznanego podgatunku: długość skrzydła 66–76 mm u samca, 68–75 mm u samicy; długość ogona samca 53,5–59 mm, samicy 48,5–57,5 mm; długość dzioba: 16–19,5 mm. 
U samca cała głowa aż po kark i tył szyi, boki szyi aż po brodę, gardło, pierś i boki ciała (w górnej części) są jaskrawe i szkarłatne, niekiedy połyskujące. Pokrywy nadogonowe są ciemnoczerwone, ciemniejsze od głowy i piersi. Reszta ciała ma barwę czarną. Samica upierzeniem przypomina samca, wyróżnia się mniejszą intensywnością i domieszką pomarańczu w czerwonych piórach na głowie i spodzie ciała. Dziób płomiennika czerwonogłowego jest duży, wysoki u nasady, niemal trójkątny (jednak górna krawędź dzioba jest wygięta). Ma barwę metalicznoniebieską lub srebrzyścieniebieską z czerwoną lub czerwonoróżową końcówką i krawędziami. Nogi i stopy ciemnobrązowe lub oliwkowobrązowe.
Ptaki podgatunku S. r. cana przypominają osobniki podgatunku nominatywnego, jednak są znacznie jaśniejsze, a obszary u reprezentantów S. r. ruficapilla czarne u przedstawicieli S. r. cana są łupkowoszare. Ponadto ich dzioby mają barwę fioletową z czerwonymi końcówkami i krawędziami. Wymiary dla dwóch osobników, odpowiednio samca i samicy: długość skrzydła 66,5 i 66 mm, długość ogona: 58 i 55 mm, długość dzioba: 15,5 i 14 mm.

## Ekologia i zachowanie
Środowiskiem życia płomienników czerwonogłowych są obrzeża lasów i przecinki, zwykle na terenie lasów wtórnych, oraz zarośla (do 2400 m n.p.m.), również na obszarach podmokłych (ale nie na bagnach). Astryldy te są skryte i płochliwe. Często widywane są w parach lub niewielkich grupach, przeważnie liczących do 5 osobników. Podczas lotu poruszają się w linii prostej, powolnie. Żerują nisko w podszycie lub na ziemi, żywią się nasionami traw z domieszką owadów, w tym termitów.

### Lęgi
Okres lęgowy w Angoli trwa od lutego do maja, w Demokratycznej Republice Konga w paśmie Itombwe od października do marca. Gniazdo ma kształt kopulasty, zbudowane jest z mchów i liści, a wyściełane delikatnymi trawami; niekiedy przykrywają je wiszące liście paproci. W zniesieniu znajdują się 3 albo 4 jaja o białej skorupce.

## Status
IUCN uznaje płomiennika czerwonogłowego za gatunek najmniejszej troski (LC, Least Concern) nieprzerwanie od 1988 (stan w 2025). Liczebność populacji nie została oszacowana, ale ptak ten opisywany jest jako niepospolity, lokalnie pospolity. BirdLife International uznaje trend populacji za spadkowy ze względu na wylesianie.